# John Graham Dalyell
Sir John Graham Dalyell (Linlithgowshire, 1775 - Edinburgh, 7 juni 185) was een Schots antiquair, auteur, vertaler en natuuronderzoeker.
Dalyell werd geboren als de tweede zoon van baron Sir Robert Dalyell en Elizabeth, de enige dochter van Nicol Graham of Gartmore, Perthshire. Hij werd geboren op The Binns, Linlithgowshire, in augustus 1775. Als zuigeling viel hij van een tafel op een stenen vloer en dientengevolge heeft hij, de rest van zijn leven, nooit goed meer kunnen lopen. 
Hij volgde lessen op St. Andrews en ten tevens aan de Universiteit van Edinburgh. Hij kwalificeerde zich in het Schotse recht en werd advocaat. In 1796 werd hij lid van de Faculty of Advocates. Het werk in het parlement bleek te vermoeiend voor hem maar hij had inmiddels een succesvol bedrijf opgebouwd als adviserend pleitbezorger.
In 1797 werd hij verkozen tot lid van de Society of Antiquaries of Scotland en later werd hij tevens de eerste vice-president van die organisatie gekozen. Hij werd ook lid van de Society of Arts voor Schotland, waar hij diende als president van 1839 tot 1840.
Al snel richtte hij zijn aandacht op de manuscripten en andere literaire schatten van de bibliotheek van de advocatuur en in 1798 produceerde hij zijn eerste werk: Fragments of Scottish History. Dat bevatte, onder andere: The Diary of Robert Birrell, burgess of Edinburgh from 1532 to 1608. Dit werd gevolgd door het tweedelige Scottish Poems of the Sixteenth Century in 1801 waarvoor hij, naar eigen zeggen, in de loop van zijn voorbereidende onderzoeken ongeveer zevenhonderd manuscripten had onderzocht.  
Hier had hij ook een uitgebreide kennismaking met de natuurlijke historie, en in 1814 publiceerde hij zijn zeer waardevolle waarnemingen betreffende verschillende soorten platwormen (Planariidae), geïllustreerd met gekleurde figuren van levende dieren. De platworm Polycelis felina is een platworm (Platyhelminthes) uit de familie Planariidae die voor het eerst door Dalyell is beschreven.
Hij voltooide in 1847 het tweedelige Rare and Remarkable Animals of Scotland, with practical observations on their nature. De publicatie van dit prachtig gegraveerde werk werd helaas bijna 5 jaar vertraagd, als gevolg van een geschil, gevolgd door een rechtszaak tegen de graveur. Door de vertraging werd Dalyell beroofd van de volledige eer, de eerste te zijn die een aantal ontdekkingen deed in verband met medusae.
Van zijn laatste grote werk The Powers of the Creator displayed in the Creation, or Observations on Life amidst the various forms of the humbler Tribes of Animated Nature werd het 2e en 3e deel pas na zijn dood uitgegeven. 
Dalyell werd lid van de Highland and Agricultural Society of Scotland in 1807.
Hij was een van de oorspronkelijke initiatiefnemers van de Zoological Gardens of Edinburgh en voorzitter van de raad van bestuur in 1841. Hij stierf ongetrouwd in Edinburgh op 7 juni 1851.

## Andere werken
Hij was bovendien vertaler of redacteur van de volgende werken;
- Fragments of Scottish History, Constable, Edinburgh (1798)
- Tracts on the Nature of Animals and Vegetables van L. Spallanzani, vertaling in 1799 en 1803.
- Journal of the Transactions in Scotland during the contest between the adherents of Queen Mary and those of her Son van R. Bannatyne, 1806.
- A Tract chiefly relative to Monastic Antiquities, with some account of a recent search for the remains of the Scottish kings interred in the abbey of Dunfermline, 1809.
- Some Account of an Ancient Manuscript of Martial's Epigrams, 1811.
- Shipwrecks and Disasters at Sea, with a sketch of several expedients for preserving the lives of mariners, anon. 1812, 3 delen.
- The Chronicles of Scotland van Robert Lindsay of Pitscottie, 1814, 2 delen.
- Annals of Scotland, 1514-1591 van G. Marioreybanks, 1814.
- Remarks on the Antiquities, illustrated by the chartularies, of the Episcopal See of Aberdeen, 1820.
- Observations on the Natural History of Bees van F. Huber, 1821.
- Historical Illustration of the Origin and Progress of the Passions and their Influence on the Conduct of Mankind, 1825, 2 delen.
- A Brief Analysis of the Ancient Records of the Bishopric of Moray, 1826.
- A Brief Analysis of the Chartularies of the Abbey of Cambuskenneth, the Chapel Royal of Stirling, and the Preceptory of St. Anthony at Leith, 1828.
- The Darker Superstitions of Scotland, illustrated from History and Practice, 1834.
- Musical Memoirs of Scotland, 1849.
- Musical Practice.

Dalyell publiceerde ook in diverse tijdschriften, zoals: Philosophical Journal, Reports of the British Association, New Philosophical Journal, Encyclopaedia Britannica, Douglas's Peerage en Burke's Baronetage.